# Alex Poelman
Alex Poelman (Arnhem, 18 juli 1981) is een Nederlands componist en hoornist.

## Levensloop
Poelman speelde hoorn in de Koninklijke Harmonie Oosterbeek. Hij studeerde informatica aan de Universiteit Twente te Enschede en was hoornist in het Studenten Harmonie Orkest Twente (SHOT) en het Nationaal Jeugd Harmonie Orkest. Tijdens zijn studie kreeg hij de mogelijkheid een tijdje lessen op het conservatorium te Enschede te volgen. Hij kreeg les van René Pagen, Joan Reinders en David Rowland. Gedurende zijn studie was hij met het componeren en bewerken van muziek begonnen. Verder speelt hij hoorn in de Muziekvereniging Wilhelmina Glanerbrug. Met dit harmonieorkest ging op 28 mei 2004 ook zijn Symfonie nr. 1 - "The Seven Wonders of the Ancient World" in première.
Zijn eerste compositie schreef hij in 2001, getiteld Volcano. Er volgden nog verschillende andere werken. Symfonie nr. 1 - "The Seven Wonders of the Ancient World" is op cd gezet door de Koninklijke Militaire Kapel "Johan Willem Friso" onder leiding van Norbert Nozy.

## Composities

### Werken voor harmonie- en fanfareorkest
- 2001 Volcano, voor harmonieorkest
- 2002 Theseus, voor harmonieorkest
- 2004 Symfonie nr. 1 - "The Seven Wonders of the Ancient World", voor harmonieorkest
  1. Tempel van Artemis in Efeze
  2. Piramide van Cheops
  3. Beeld van Zeus te Olympia
  4. Mausoleum van Halicarnassus
  5. Hangende tuinen van Babylon
  6. Pharos van Alexandrië
  7. Kolossus van Rodos
- 2005 D-Day, voor harmonie- en fanfareorkest
- 2005 Aquila Chrysaetos, voor harmonie- en fanfareorkest
- 2006 Jeanne d’Arc, voor hoorn (solo) en harmonieorkest
- 2006 Nahr-al-Alwaan, voor harmonieorkest (in samenwerking met: Sabri Dereli)
- 2008 Pinocchio, voor harmonieorkest
- 2008 Theophoros, voor fanfareorkest en brassband
  1. Hermes, messenger of the gods
  2. Aphrodite, goddess of love
  3. Hermaphroditus, son of Hermes and Aphrodite
- 2008 Draco, voor harmonieorkest
- 2009 Pegasus, voor harmonieorkest
  1. The Birth of Pegasus
  2. Pegasus’ Flight
  3. Bellerophons Suffering
  4. The Constellation of Pegasus
- 2009 Christmas Island: Crab Migration, voor harmonieorkest
- 2010 Biesbosch Line Crossers, voor fanfareorkest